# Opperste Sovjet van de Georgische Socialistische Sovjetrepubliek
De Opperste Sovjet van de Georgische Socialistische Sovjetrepubliek (Georgisch: საქართველოს სსრ-ის უმაღლესი საბჭო, sakartvelos ssr-is oemaglesi sabtsjo) was de benaming van de opperste sovjet (wetgevende vergadering met bepaalde uitvoerende bevoegdheden) van de Georgische sovjetrepubliek en bestond van 1938 tot 1990. In dat jaar werd zij vervangen door de Hoge Raad van de Republiek Georgië, die louter wetgevende bevoegdheden kende en democratisch verkozen werd. De Hoge Raad werd na de coup in januari 1992 buitenspel gezet en vervolgens in het najaar van 1992 opgevolgd door het huidige Parlement van Georgië. Verkiezingen voor de Opperste Sovjet vonden om de vier jaar plaats en de sovjet kwam twee sessies per jaar bijeen. De laatste verkiezingen voor de Opperste Sovjet vonden in 1985 plaats.
Tussen de zittingen van de Opperste Sovjet in, nam het Presidium van de Opperste Sovjet het dagelijks bestuur waar. De voorzitter van het Presidium was het hoofd van de Georgische SSR. Het Presidium werd in 1990 ontbonden en de bevoegdheden van de voorzitter van het Presidium werden overgeheveld naar de voorzitter van de Hoge Raad.

## Voorzitters van het Presidium van de Opperste Sovjet
| Voorzitter                                                              | Begin termijn    | Einde termijn    |
| ----------------------------------------------------------------------- | ---------------- | ---------------- |
| Voorzitter van het Presidium van de Opperste Sovjet                     |                  |                  |
| Filipp Iesejevitsj Macharadze                                           | 10 juli 1938     | 10 december 1941 |
| Daoed Alijevitsj Davitadze (wnd.) Michail Konstantinovitsj Delba (wnd.) | 10 december 1941 | 3 januari 1942   |
| Georgij Fjodorovitsj Stoeroea                                           | 3 januari 1942   | 26 maart 1948    |
| Vasilij Barnabovitsj Gogoea                                             | 26 maart 1948    | 6 april 1952     |
| Zachari Nikolajevitsj                                                   | 6 april 1952     | 15 april 1952    |
| Vladimir Gedevanovitsj                                                  | 15 april 1952    | 29 oktober 1953  |
| Miron Dmitrijevitsj Tsjoebinidze                                        | 29 oktober 1953  | 19 april 1959    |
| Georgi Samsonovitsj Dzotsenidze                                         | 19 april 1959    | 9 januari 1976   |
| Pavel Georgijevitsj Gilasjvili                                          | 9 januari 1976   | 29 maart 1989    |
| Otar Jevtichijevitsj Tsjerkezija                                        | 29 maart 1989    | 17 november 1989 |
| Givi Grigorjevitsj Goembaridze                                          | 17 november 1989 | 14 november 1990 |
| Voorzitter van de Hoge Raad (1990-1992)                                 |                  |                  |
| Zviad Gamsachoerdia                                                     | 14 november 1990 | 14 april 1991    |
| Akaki Asatiani                                                          | 14 april 1991    | 2 januari 1992   |
| Bron: WSM[dode link]                                                    |                  |                  |